# Notomys
Notomys is een geslacht van knaagdieren uit de muizen en ratten van de Oude Wereld.

## Kenmerken
Soorten van dit geslacht hebben lange achtervoeten, die gebruikt worden om te springen, en een lange staart, meestal met een borstel op de punt. Hun rug is oranje tot grijs, de buik meestal wit. De kop-romplengte bedraagt 80 tot 160 mm, de staartlengte 120 tot 205 mm, de achtervoetlengte 30 tot 45 mm, de oorlengte 22 tot 35 mm en het gewicht 25 tot ongeveer 100 gram. Alle soorten hebben 0+2=4 mammae.

## Verspreiding
Deze soort komt voor in de binnenlanden van Australië. 

## Verwantschap
Hoewel ze een grote gelijkenis vertonen met bijvoorbeeld jerboa's en wangzakmuizen zijn ze zeer nauw verwant aan de algemene "Australische muizen" van het geslacht Pseudomys.

## Soorten
Er zijn ongeveer tien soorten:
- Notomys alexis – Australische springmuis (binnenlanden van Australië)
- Notomys amplus (Zuidoost-Noordelijk Territorium en Zuidoost-Zuid-Australië) (uitgestorven)
- Notomys aquilo (uiterste noorden van Noordelijk Territorium en nabijgelegen eilanden)
- Notomys cervinus – Bruine Australische springmuis (Zuidoost-Noordelijk Territorium, Zuidwest-Queensland en Noordoost-Zuid-Australië; vroeger was de verspreiding in Zuid-Australië groter)
- Notomys fuscus (Zuidwest-Queensland en Noordoost-Zuid-Australië; vroeger ook in Zuidoost-Noordelijk Territorium en een grotere verspreiding in Zuid-Australië)
- Notomys longicaudatus (West-Australië tot Midden-Queensland en Noordwest-New South Wales) (uitgestorven)
- Notomys macrotis (Zuidwest-Zuid-Australië) (uitgestorven)
- Notomys mitchellii (Zuid-West-Australië tot Noordwest-Victoria)
- Notomys mordax (Zuidoost-Queensland) (uitgestorven)
- Notomys robustus (Flinders Range) (uitgestorven)

Abditomys · 
Abeomelomys · 
Aethomys · 
Anisomys · 
Anonymomys · 
Apodemus · 
Apomys · 
Archboldomys · 
Arvicanthis · 
Baiyankamys · 
Baletemys · 
Bandicota · 
Batomys · 
Berylmys · 
Brassomys · 
Bullimus · 
Bunomys · 
Canariomys · 
Carpomys · 
Chingawaemys · 
Chiromyscus · 
Chiropodomys · 
Chiruromys · 
Chrotomys · 
Coccymys · 
Colomys · 
Congomys · 
Conilurus · 
Coryphomys · 
Crateromys · 
Cremnomys · 
Crossomys · 
Crunomys · 
Dacnomys · 
Dasymys · 
Dephomys · 
Desmomys · 
Diomys · 
Diplothrix · 
Echiothrix · 
Eropeplus · 
Frateromys · 
Golunda · 
Gracilimus · 
Grammomys · 
Hadromys · 
Haeromys · 
Halmaheramys · 
Hapalomys · 
Heimyscus · 
Hybomys · 
Hydromys · 
Hylomyscus · 
Hyomys · 
Hyorhinomys · 
Kadarsanomys · 
Komodomys · 
Lamottemys · 
Leggadina · 
Lemniscomys · 
Lenomys · 
Lenothrix · 
Leopoldamys · 
Leporillus · 
Leptomys · 
Limnomys · 
Lorentzimys · 
Macruromys · 
Madromys ·
Malacomys · 
Mallomys · 
Malpaisomys · 
Mammelomys · 
Margaretamys · 
Mastacomys · 
Mastomys · 
Maxomys · 
Melasmothrix · 
Melomys · 
Mesembriomys ·
Micaelamys · 
Microhydromys · 
Micromys · 
Millardia · 
Mirzamys · 
Montemys · 
Mus · 
Musseromys · 
Mylomys · 
Myomyscus · 
Nesokia · 
Nilopegamys · 
Niviventer · 
Notomys · 
Ochromyscus · 
Oenomys ·
Otomys · 
Palawanomys · 
Papagomys · 
Parahydromys · 
Paraleptomys · 
Paramelomys · 
Parotomys · 
Paucidentomys · 
Paulamys · 
Pelomys · 
Phloeomys · 
Pithecheir · 
Pithecheirops · 
Pogonomelomys · 
Pogonomys · 
Praomys · 
Protochromys · 
Pseudohydromys · 
Pseudomys · 
Rattus · 
Rhabdomys · 
Rhynchomys · 
Saxatilomys ·
Serengetimys ·
Solomys · 
Sommeromys · 
Soricomys · 
Spelaeomys · 
Srilankamys · 
Stenocephalemys · 
Stochomys · 
Sundamys · 
Taeromys · 
Tarsomys · 
Tateomys · 
Thallomys · 
Thamnomys · 
Tokudaia · 
Tonkinomys ·
Tryphomys · 
Typomys · 
Uromys · 
Vandeleuria · 
Vernaya · 
Xenuromys · 
Xeromys · 
Zelotomys · 
Zyzomys